# IC 4475
IC 4475 ist eine linsenförmige Galaxie vom Hubble-Typ S0? im Sternbild Bärenhüter am Nordsternhimmel. Sie ist schätzungsweise 413 Millionen Lichtjahre von der Milchstraße entfernt und hat einen Durchmesser von etwa 110.000 Lj.

Im selben Himmelsareal befindet sich u. a. die Galaxie IC 4474.
Das Objekt wurde m 28. Juli 1903 von Stéphane Javelle.